# Obsjtina Stambolovo
Obsjtina Stambolovo (bulgariska: Община Стамболово) är en kommun i Bulgarien.   Den ligger i regionen Chaskovo, i den centrala delen av landet, 220 km sydost om huvudstaden Sofia.
Obsjtina Stambolovo delas in i:
- Vodentsi
- Golobradovo
- Dolno pole
- Zjălti brjag
- Balkan
- Bjal kladenets
- Gledka
- Goljam izvor
- Dolno Botevo
- Dolno Tjerkovisjte
- Zimovina
- Ljaskovets
- Popovets
- Ptjelari
- Svetoslav
- Tănkovo
- Tsareva poljana
- Kralevo
- Madzjari
- Malăk izvor
- Pătnikovo
- Rabovo
- Silen

Följande samhällen finns i Obsjtina Stambolovo:
- Stambolovo

Trakten runt Obsjtina Stambolovo består till största delen av jordbruksmark. Runt Obsjtina Stambolovo är det glesbefolkat, med 19 invånare per kvadratkilometer.